# Polingen

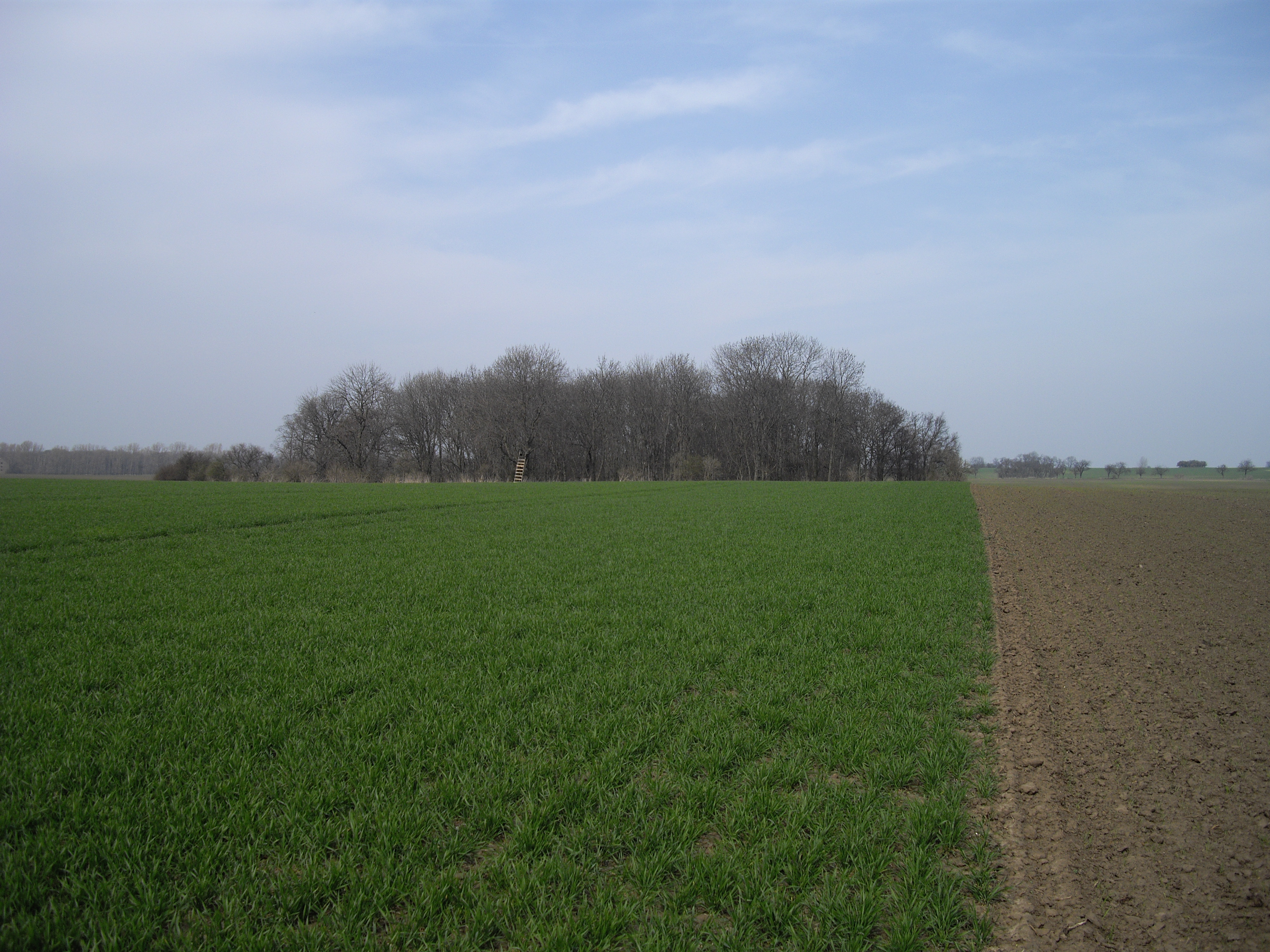
Blick auf Groß-Polingen

Polingen ist eine Wüstung bei Gerbstedt in Sachsen-Anhalt. Es gab ein Ober- und ein Unterpolingen, beide sind noch als kleine Wäldchen zwischen Piesdorf, Ortsteil von Könnern, und der Wüstung Derlingen zu erkennen. Nach Forschungen des Landrats von Wedell gab es sogar viermal Polingen und zwar Vorder-, Hinter-, Groß- und Klein-Polingen, die wahrscheinlich in einer Papsturkunde von 1206 für das Kloster Gernrode als „quatuor Pollega“ genannt werden. Sie liegen ungefähr in einer Ost-West Linie.
Groß-Polingen (Koord.) liegt in einem von Wild als Ruheplatz genutzten Wäldchen, hier gibt es tiefe Löcher im Boden. Außerdem führt ein Wall quer durch das Wäldchen. Groß-Polingen liegt geschützt in einer Grube, von hier aus sind die drei anderen Polingen und die Wüstung Derlingen im Süden zu sehen.
Klein-Polingen (Koord.) liegt in einem kleinen Wäldchen westlich von Groß-Polingen, von hier aus kann Groß-Polingen gesehen werden. Außerdem hat man von diesem Polingen den besten Blick auf die Wüstung Derlingen.
Ober/Unter-Polingen sind heute nicht mehr als Wäldchen zu finden, sie lagen ca. einen Kilometer nördlich von Ihlewitz.